# Themo Lobos
Themo Lobos, de son vrai nom Themístocles Nazario Lobos Aguirre (né le 3 décembre 1928 à San Miguel, et mort à Viña del Mar au Chili, le 24 juillet 2012) est un auteur de bande dessinée chilien. Il a créé de nombreuses séries destinées aux enfants mais est surtout célèbre pour son travail sur Mampato de 1968 à 1978.